# Stanisław Lemiesz
Stanisław Wincenty Lemiesz (ur. 5 kwietnia 1940 w Szołtanach) – polski rolnik i polityk, poseł na Sejm PRL IX kadencji.

## Życiorys
Syn Feliksa i Petroneli. W 1963 uzyskał tytuł zawodowy magistra inżyniera rolnictwa w Wyższej Szkole Rolniczej w Olsztynie. W 1964 podjął pracę w PGR (pracował w Lusinach, Bajdytach, Łabędziku i Bartoszycach). W 1981 objął funkcję dyrektora PGR Górowo Iławeckie.
Od 1959 należał do Zjednoczonego Stronnictwa Ludowego, z którego w 1965 przeszedł do Polskiej Zjednoczonej Partii Robotniczej. W latach 1968–1975 był członkiem jej Komitetu Powiatowego w Bartoszycach. Zasiadał także w Komitecie Wojewódzkim partii w Olsztynie (od stycznia 1984 do października 1986) oraz w egzekutywie Komitetu Miejsko-Gminnego w Górowie Iławeckim (od listopada 1983 do października 1986). W latach 1985–1989 pełnił mandat posła na Sejm PRL IX kadencji z okręgu Olsztyn, zasiadając w Komisji Rolnictwa, Leśnictwa i Gospodarki Żywnościowej.